# Ізопериметрична точка

У геометрії ізопериметрична точка — це особлива точка, пов'язана з плоским трикутником. Термін був спочатку введений Г. Р. Вельдкампом у статті, опублікованій в American Mathematical Monthly в 1985 році, для позначення точки P у площині трикутника ABC, яка має властивість, що трикутники PBC, PCA і PAB мають рівні периметри, тобто
PB + BC + CP = PC + CA + AP = PA + AB + BP.
Ізопериметричні точки в розумінні Вельдкампа існують лише для трикутників, які задовольняють певним умовам. Ізопериметрична точка трикутника ABC у розумінні Вельдкампа, якщо вона існує, має такі трилінійні координати:
(sec (A/2) cos (B/2) cos (C/2) − 1 , sec (B/2) cos (C/2) cos (A/2) − 1 , sec (C/2) cos (A/2) cos (B/2) − 1)
Для будь-якого трикутника ABC можна пов'язати з ним точку P, що має трилінійні координати, як зазначено вище. Ця точка є чудовою точкою трикутника, і в Енциклопедії центрів трикутника Кларка Кімберлінга (ETC) вона називається ізопериметричною точкою трикутника ABC. Її позначають як центр трикутника X(175). Точка X(175) не обов'язково є ізопериметричною точкою трикутника ABC у сенсі Вельдкампа. Проте, якщо існує ізопериметрична точка трикутника ABC у розумінні Вельдкампа, то вона буде тотожною точці X(175).
Точка P з властивістю трикутників PBC, PCA і PAB мати рівні периметри була досліджена ще в 1890 році в статті Еміля Лемуана.

## Існування ізопериметричної точки в розумінні Вельдкампа

Трикутник ABC, в якому чудова точка X(175) не є ізопериметричною точкою в розумінні Вельдкампа.

Нехай ABC — довільний трикутник, довжини його сторін дорівнюють a, b і c, радіус описаного кола дорівнює R, а радіус вписаного кола — r. Необхідну і достатню умову існування ізопериметричної точки в розумінні Вельдкампа можна сформулювати так.
Трикутник ABC має ізопериметричну точку в розумінні Вельдкампа тоді і тільки тоді, коли a + b + c > 4R + r .
Для всіх гострокутних трикутників ABC маємо a + b + c > 4R + r, тому всі гострокутні трикутники мають ізопериметричну точку в розумінні Вельдкампа.

## Властивості
Нехай P — чудова точка трикутника X(175) трикутника ABC. Тоді:
- P лежить на прямій, що з'єднує центр вписаного кола і точку Жергона трикутника ABC.
- Якщо P — ізопериметрична точка трикутника ABC у розумінні Вельдкампа, то зовнівписані кола трикутників PBC, PCA, PAB попарно дотикаються одна до одної, а P — їхній радикальний центр.
- Якщо P — ізопериметрична точка трикутника ABC у розумінні Вельдкампа, то периметри трикутників PBC, PCA, PAB дорівнюють 2 Δ / |4 R + r — (a + b + c)|, де Δ — площа, R — радіус описаного кола, r — радіус вписаного кола, a, b, c — довжини сторін трикутника ABC.[6]

## Кола Содді

Внутрішнє і зовнішнє кола Содді у випадку, коли зовнішня точка Содді є ізопериметричною точкою у розумінні Вельдкампа.

Внутрішні та зовнішні кола Содді у випадку, коли зовнішня точка Содді не є ізопериметричною точкою у розумінні Вельдкампа.

Для даного трикутника ABC можна накреслити кола в площині трикутника ABC з центрами в точках A, B і C так, щоб вони дотикалися один до одного зовні. Загалом, можна намалювати два нових кола, кожне з яких буде дотичним до трьох кіл з центрами A, B, C. (Одне з кіл може виродитися в пряму лінію.) Ці кола називають колами Содді трикутника ABC. Коло з меншим радіусом є внутрішнім колом Содді, а його центр називається внутрішньою точкою Содді або внутрішнім центром Содді трикутника ABC. Коло з більшим радіусом є зовнішнім колом Содді, а його центр називається зовнішньою точкою Содді або зовнішнім центром Содді трикутника ABC.
Чудова точка трикутника X(175), ізопериметрична точка в розумінні Кімберлінга, є зовнішньою точкою Содді трикутника ABC.